# Awaous
Awaous é um género de peixe da família Gobiidae.
Este género contém as seguintes espécies:
- Awaous acritosus Watson, 1994
- Awaous aeneofuscus (W. K. H. Peters, 1852)
- Awaous banana (Valenciennes, 1837)
- Awaous bustamantei (Greeff, 1882)
- Awaous commersoni (J. G. Schneider, 1801)
- Awaous flavus (Valenciennes, 1837)
- Awaous fluviatilis (Visweswara Rao, 1971)
- Awaous grammepomus (Bleeker, 1849)
- Awaous guamensis (Valenciennes, 1837)
- Awaous lateristriga (A. H. A. Duméril, 1861)
- Awaous litturatus (Steindachner, 1861)
- Awaous macrorhynchus (Bleeker, 1867)
- Awaous melanocephalus (Bleeker, 1849)
- Awaous nigripinnis (Valenciennes, 1837)
- Awaous ocellaris (Broussonet, 1782)
- Awaous pallidus (Valenciennes, 1837)
- Awaous personatus (Bleeker, 1849)
- Awaous stamineus (Eydoux & Souleyet, 1850)
- Awaous tajasica (M. H. C. Lichtenstein, 1822)